# Jacobus Zovitius
Jacobus Zovitius Driescharus (ook bekend als Jacobus Zovitius Drieschornanus of Triburbius, in het Nederlands als Jacoppen Pietersen) (Dreischor (Zeeland), 1512 - ? ) was een Nederlandse humanist, leraar en Latijnse toneelschrijver.

## Leven
Jacobus Zovitius werd in 1512 geboren als 'Jacoppen Pietersen'. De humanistennamen (verlatijnste eigennamen) die hij gebruikte (Driescharus, Drieschornanus en Triburbius) verwijzen naar zijn geboortedorp Dreischor. Het Zovitius staat voor 'Zoutwijck', wat ook naar een dorp in de buurt van Zierikzee zou kunnen wijzen. Jacobus Zovitius heeft op de Latijnse school van Zierikzee gezeten. Na zijn middelbareschooltijd ging hij Grieks en Latijn studeren aan het Drietalencollege in Leuven. In 1531 gaf Jacobus Zovitius les aan de lagere klassen van de Latijnse school in Hoogstraten. Van 1536 tot 1543 was hij rector van de Latijnse school in Breda.

## Werken
Toen hij les gaf aan de Latijnse scholen in Hoogstraten en Breda schreef Jacobus Zovitius drie Latijnse toneelstukken. De Latijnse school bereidde leerlingen voor op een vervolgopleiding aan de universiteit.
Het Latijn was de taal van de wetenschap en alle colleges op de universiteit waren in het Latijn. Het opvoeren van Latijnse toneelstukken zorgde ervoor dat de leerlingen een actieve kennis van het Latijn hadden.
- Ruth (1533).
- Ovis perdita ('Het verloren schaap', 1539).
- Didascalus ('De leraar', 1540).

Hij schreef ook een verzameling korte dialogen (Colloquia). Het is niet bekend wanneer deze geschreven zijn of voor het eerst uitgegeven werden.
- Colloquia ('Dialogen' of 'Samenspraken', ?).

## Recente literatuur
- Jacobus Zovitius, Didascalus. Een geleerd en grappig stuk over de leraar uit 1540. Uitgegeven en vertaald door Egbert Vloeimans. 2009. 109 pp. ISBN 978 90 75540 42 0

- Biografisch Portaal: 15377181
- Gemeinsame Normdatei: 119878925
- International Standard Name Identifier: 0000 0004 4512 9684
- Library of Congress Control Number: no2008051212
- Nederlandse Thesaurus van Auteursnamen: 354528890
- Système universitaire de documentation: 177144653
- Virtual International Authority File: 296546670
- WorldCat: E39PBJdrFMkVqmRCqfxvyyJ4bd